# (9763) 1991 RU17
A (9763) 1991 RU17 a Naprendszer kisbolygóövében található aszteroida. Henry Holt fedezte fel 1991. szeptember 13-án.